# Cedarbridge Academy
Cedarbridge Academy (CBA), deutsch „Cedarbridge-Akademie“, ist eine weiterführende Schule auf Bermuda. Sie befindet sich im Devonshire Parish in der Mitte der Insel auf einem ehemaligen Militärgelände, der Garnison Prospect Camp.
Im Falle eines Hurrikans erfüllt die besonders stabile Turnhalle der CBA darüber hinaus die wichtige Funktion eines Schutzraums.